# Crustoderma
Crustoderma là một chi nấm thuộc họ Meruliaceae.